# Тессераконтера
Тессераконте́ра (др.-греч. τεσσαρακοντήρης — «сорокорядная») — огромная галера, построенная в эллинистическом Египте в III веке до н. э. по приказу Птолемея IV Филопатора. Упоминается в сочинении «Пир мудрецов» Афинея (II—III века н. э.), который цитирует не дошедший до нас труд Калликсена Родосского «Об Александрии» (III век до н. э.), а также в биографии Деметрия Полиоркета, входящей в «Сравнительные жизнеописания» Плутарха (I—II века н. э.). Плиний Старший подтверждает, что впервые в истории «сорокорядный» корабль был построен именно этим царём из династии Птолемеев. Частью современных исследователей описание тессераконтеры в источниках признаётся малодостоверным.

## Описание
Калликсен Родосский в изложении Афинея описывает тессераконтеру как корабль в 280 локтей (130 м) в длину, 38 локтей (18 м) в ширину и 48 локтей (22 м) в высоту (до верхнего края борта), а от верха кормы до ватерлинии — 53 локтя (25 м). Корабль был оснащён четырьмя рулевыми вёслами по 30 локтей (14 м); длина вёсел верхнего ряда — самых больших — достигала 38 локтей (18 м). В их рукоятках находился свинец, что давало им равновесие и делало удобными для гребли. Корабль имел два носа, две кормы и семь бивней, из них один передний, а другие постепенно уменьшающейся длины, некоторые на «скулах» корабля. Прочность корпусу придавали двенадцать «скрепляющих обвязок», каждая длиной в 600 локтей (278 м).
Тессераконтера имела «необычайно красивые пропорции» и отличалась богатым убранством: на корме и на носу были установлены фигуры не менее двенадцати локтей (5,5 м) высотой, корпус был раскрашен восковыми красками, а часть борта с отверстиями для вёсел до самого киля была украшена резьбой — листвой плюща и тирсами. «Очень красивы» были и снасти. Экипаж включал более 4000 гребцов и 400 матросов, а на палубе размещалась пехота в количестве 2850 воинов; кроме этого под скамьями гребцов помещалось ещё «много людей и немало продовольствия».
Для спуска на воду этого гиганта пришлось построить помост, на который пошло столько же дерева, сколько на 50 пентер, и задействовать целую «толпу». Но затем «один финикиец» предложил оригинальное инженерное решение: рядом с гаванью был выкопан ров, длиной равный кораблю и выложенный камнем на глубину пяти локтей, в котором были расставлены поперечные катки во всю ширину рва, оставлявшие пространство глубиной в четыре локтя. Соединив ров с морем, его заполнили водой и ввели туда корабль, а затем вновь отгородили ров от моря и откачали воду. После этого корабль оказался прочно посаженным на катки, с помощью которых его доставили в гавань.
Плутарх, повторяя сведения Калликсена о параметрах тессераконтеры, скептически отмечает, что это судно «годилось лишь для показа, а не для дела и почти ничем не отличалось от неподвижных сооружений, ибо стронуть его с места было и небезопасно и чрезвычайно трудно».

## Реконструкции
Попытки реконструкции тессераконтеры сталкиваются с проблемой толкования понятия «ряд» в античном кораблестроении. По преобладающему сегодня мнению количество вертикальных рядов вёсел даже на наиболее крупных судах (полиремах) никогда не превышало трёх, а числа в названиях классов кораблей означали общее количество гребцов, приходившихся на одну вертикальную группу вёсел. При этом практика применения гребных судов в XVII—XVIII веках доказывает, что использование более восьми гребцов на одно весло неэффективно. Таким образом, наибольшее античное гребное судно теоретически не могло быть более чем «двадцатичетырёхрядным».
Калликсен Родосский в изложении Афинея употребляет термин «траниты» (др.-греч. θρανῖται), имеющий значение «гребцы третьего (верхнего) ряда», из чего можно сделать вывод, что тессераконтера была трёхъярусной. В сочетании с информацией о том, что у корабля было два носа и две кормы, это позволяет сделать предположение, что тессераконтера представляла собой гигантский катамаран из двух «двадцатирядных», перекрытых общей палубой. Гребцы могли располагаться по следующей схеме: восемь на верхнем ярусе, семь на среднем и пять на нижнем.
Отдельную проблему представляет схема размещения гребцов по горизонтали. Поскольку общее их число составляло 4000, на каждый борт приходилось по 1000 человек. В длину 130 метров вполне может уложиться 50 секций с тремя вёслами по вертикали в каждой, итого 150 вёсел с одного борта. Однако неизвестно, были ли оснащены вёслами обращённые внутрь борта катамарана (гребцы, размещённые там, могли выступать в качестве резервного экипажа), поэтому общее количество вёсел тессераконтеры могло варьироваться от 300 до 600.
В пользу версии катамарана говорит и тот факт, что на «обычном» корабле указанных габаритов физически невозможно расположить 2850 человек, не считая гребцов и матросов; другое дело, если между двумя корпусами располагалась широкая платформа, на которой можно было бы размещать воинов и метательные машины.

## В культуре
- Упоминается в научно-популярной книге Р. В. Кинжалова «Шесть дней Древнего мира» (1989)
- Упоминается в романе К. Маккалоу «Октябрьский конь» (2002)